# The Line (film, 2007)
Pour les articles homonymes, voir The Line (film, 2009) et Line.
Pour plus de détails, voir Fiche technique et Distribution.
The Line est un film australien réalisé par Michael Adante et sorti en 2007.

## Fiche technique
- Titre : The Line
- Autre titre : Without Warrant
- Réalisation : Michael Adante
- Scénario : Michael Adante
- Lieu de tournage : Melbourne
- Production : Adante Productions
- Image : Susanne Kurz
- Musique : Mark Buys
- Montage : Dave Redman
- Genre : Action, policier, drame et thriller
- Durée : 90 minutes
- Sortie : 2007[1]

## Distribution
- D.J. Foster : David Flanagan
- Leo Taylor : le sergent Brady
- Claudia Buttazzoni : Amber Jewel
- Jim Daly : George Watts
- David Barry : le détective James Jewel
- Christopher Elliott : Albert Tarrena
- Craig Fong (en) : Bao Tang
- Dorothy Yu : la mère de Bao
- Ferdinand Hoang : Mr Tang
- Andy McPhee : le sergent Mike Calis
- Anthony Wemyss : Dr. Dallas Johns
- Laurent Boulanger : Un détective
- Andie Boye : Le policier
- John Flaus
- Peter Phelps
- Steve Syson